# 117-й гвардейский мотострелковый полк
117-й гвардейский мотострелковый Познанский Краснознамённый орденов Суворова и Богдана Хмельницкого полк (сокр. 117 гв. мсп; бывший 117-й гвардейский стрелковый полк) — воинское формирование Вооружённых Сил СССР, принимавшее участие в Великой Отечественной войне в составе 39-й гвардейской мотострелковой Барвенковской ордена Ленина дважды Краснознамённой орденов Суворова и Богдана Хмельницкого дивизии ЗГВ (ГСОВГ, ГСВГ).

Войсковая часть полевая почта (в/ч пп) 35872. Позывной — Гиббон. Место дислокации: сентябрь 1945 г- Шлайц, октябрь 1945 г. — Цойленрода, с 1949 г. по 1991 г. — г. Майнинген. (ГДР, Германия.)

## История создания
Полк был сформирован на базе 10-й воздушно-десантной бригады 5-го воздушно-десантного корпуса.Бригада была сформирована весной 1941 г. 

Приказом Ставки Верховного Главнокомандования от 2 августа 1942 года 5 парашютно-десантный корпус преобразован в 39 гвардейскую стрелковую дивизию, а входящая в его состав 10-я воздушно-десантная бригада преобразована в 117 гвардейский стрелковый полк.

Красное знамя 10 воздушно-десантной бригады до 2009 года находилось в Рязанском музее истории воздушно-десантных войск. В связи с реконструкцией музея сейчас знамя находится на хранении в Центральном музее Вооружённых сил РФ в Москве.

## Участие в Великой Отечественной войне

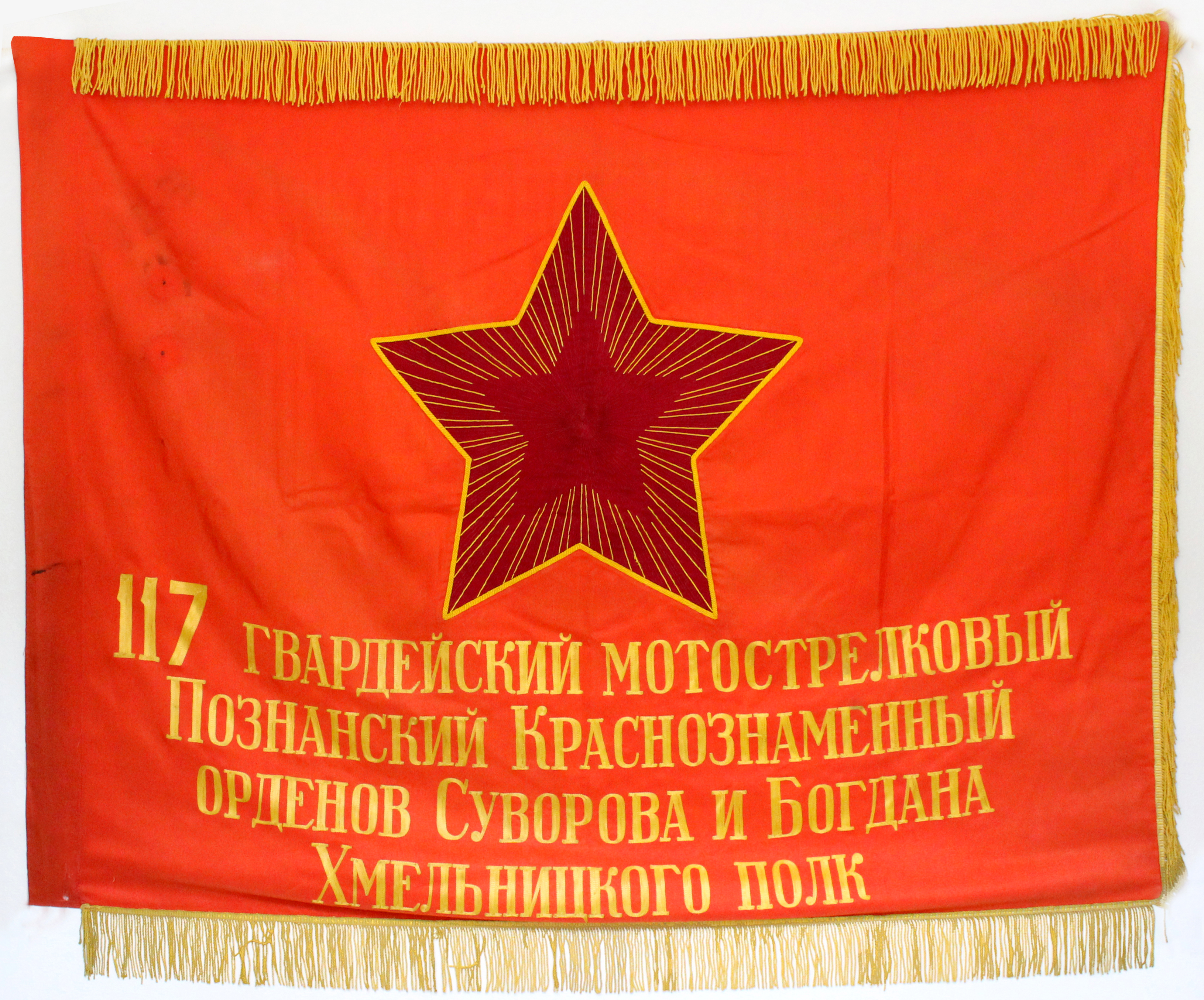
Знамя 117-го гвардейского мотострелкового полка (оборотная сторона).

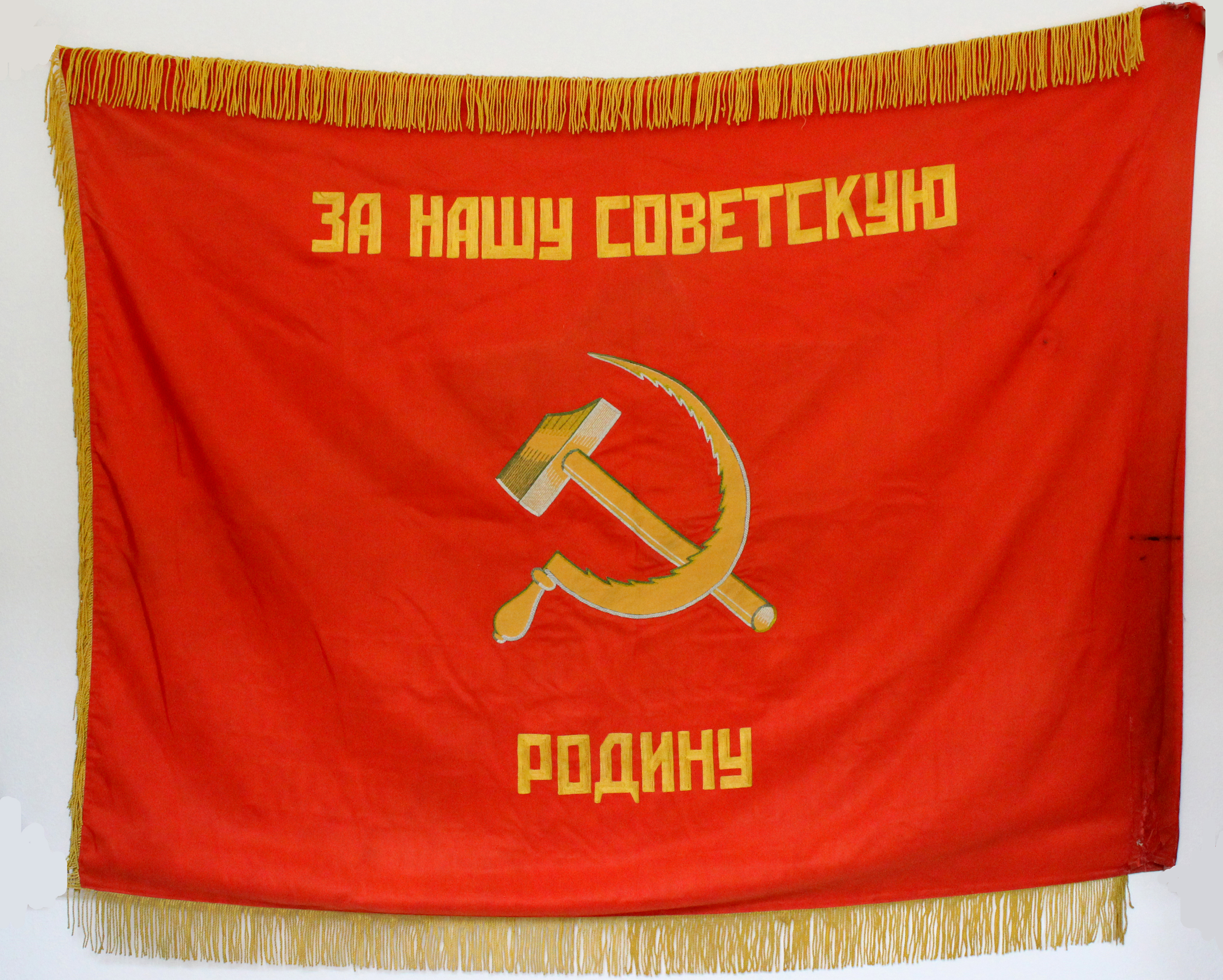
Знамя 117-го гвардейского мотострелкового полка (лицевая сторона).

117-й гвардейский стрелковый полк участвовал в Сталинградской битве, освобождении Левобережной и Правобережной Украины (Харьковская операция, Одесская операция), в Изюм-Барвенковской наступательной операции, в Люблин — Брестской, Варшавско—Познанской и Берлинской наступательных операциях.

Мужество и героизм воинов 117-го гвардейского стрелкового полка навсегда вписаны в историю Великой Отечественной войны.
Периоды вхождения в состав Действующей армии: 

12.08.1942 — 05.02.1943;

20.03.1943 — 07.06.1944;

15.06.1944 — 09.05.1945. 

Боевой путь 117 гвардейский стрелковый полк закончил 9 мая 1945 года в Берлине.

### Сталинградская битва
Отдельной строкой в истории полка стоит Сталинградская битва, о чём писал в своих воспоминаниях Маршал Советского Союза В. И. Чуйков, который в послевоенное время неоднократно был в 8 гв. ОА, в 39 гвардейской мотострелковой дивизии и 117 гвардейском мотострелковом полку.
14 — 15 августа 1942 года воины 117 гвардейского стрелкового полка с марша заняли рубежи обороны вблизи Сталинграда — на правом берегу р. Дон. Бои шли круглосуточно. 17 августа 1942 года части отошли на левый берег р. Дон и продолжали сдерживать натиск противника.
После сражений севернее Сталинграда 1 октября 1942 года 117 гвардейский стрелковый полк переправился через Волгу в Сталинград и приняли участие в боях.
В Сталинградской битве 117 гвардейский стрелковый полк, в дивизии под командованием генерал-майора Гурьева в составе войск 62 армии Донского фронта сражалась на юго-западном направлении, а затем и в самом городе.
23 октября 1942 года немецкие части перешли в решительное наступление, чтобы сбросить соединения 39 гвардейской стрелковой дивизии в Волгу и овладеть стратегически важным районом. По приказу Гурьева подразделения 117 гвардейского стрелкового полка выбили оттуда немцев, и удерживали занятые рубежи до окончания Сталинградской битвы.
3 января 1943 года командующий 62 армией генерал В. И. Чуйков вручил дивизии Гвардейское знамя.

### Освобождение Украины
Имя 117 гвардейского стрелкового полка навсегда вписано в историю, как проявившего доблесть и героизм в освобождении Украины от немецко-фашистских захватчиков. Полк принимал участие в боях за город Запорожье в октябре 1943 года, в марте 1944 — в боях на реке Ингулец на Правобережье Украины, в апреле 1944 — в боях за город Одесса.

В ноябре 1943 года в составе полка в боях участвовала 123 отдельная штрафная рота.

С февраля 1943 года полк в составе 39 гвардейской стрелковой дивизии сражался в тяжёлых боях на харьковском направлении (См. Харьковская операция) в составе войск Юго-Западного фронта.

### Освобождение Польши

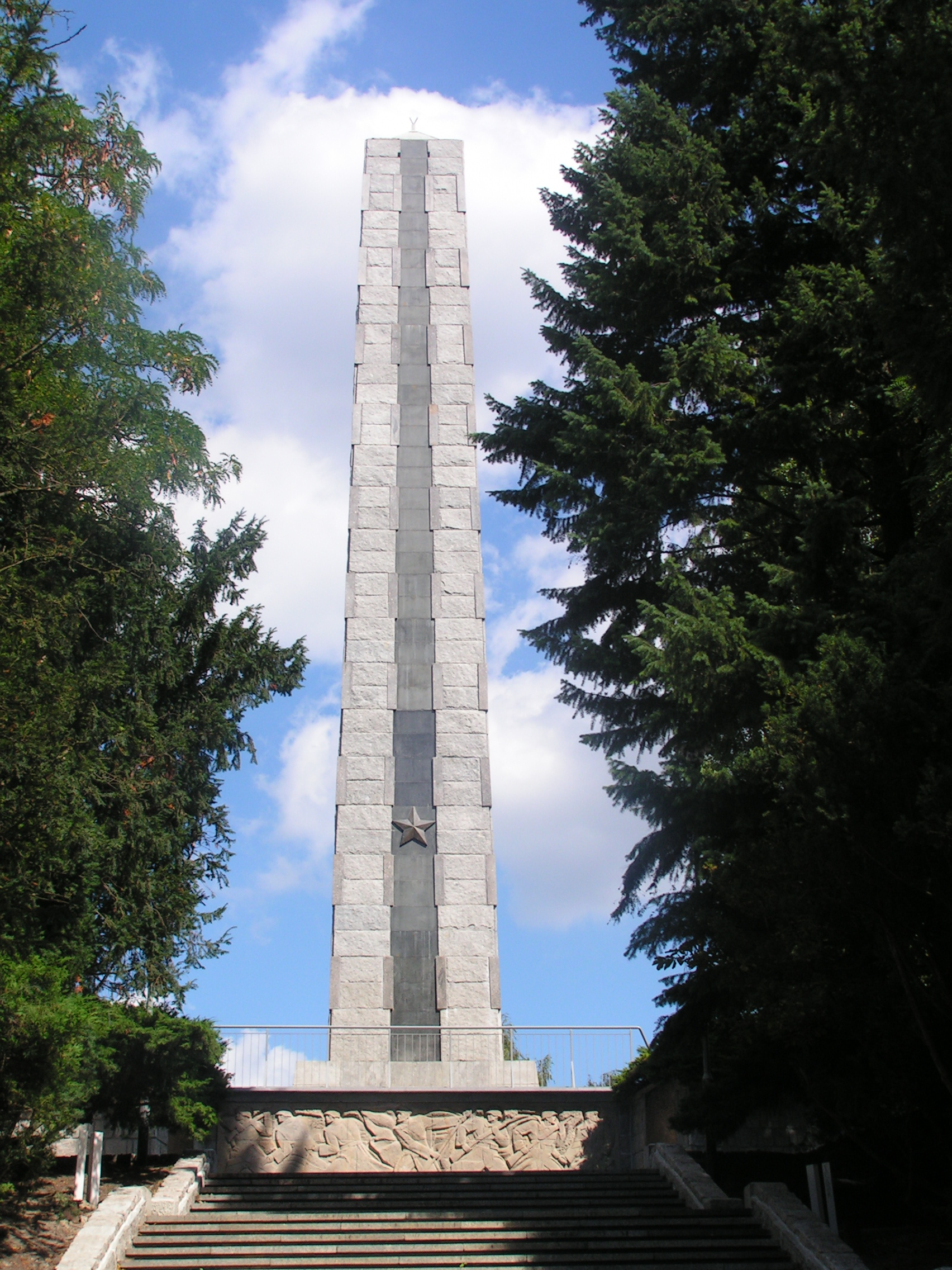
Обелиск на советском воинском кладбище в г. Познани.

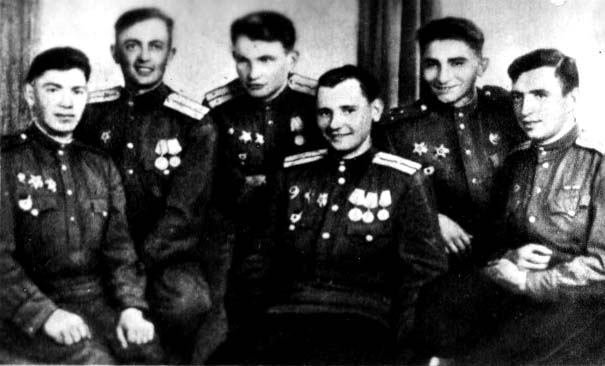
Офицеры 117 гвардейского стрелкового полка. 1944 г.

117 гвардейский стрелковый полк принял активное участие в освобождении Польши в 1945-м году. (Висло-Одерская операция,) Люблин — Брестская наступательная операция, Варшавско—Познанская наступательная операция.

«Рано утром 17 января с членом Военного совета А. М. Прониным, командующим артиллерией генералом Н. М. Пожарским и офицерами штаба мы выехали в дивизии первого эшелона в передовые войска. У переправы через Пилицу нагнали части 39-й гвардейской стрелковой дивизии, находившейся во втором эшелоне 28-го стрелкового корпуса…

… В это время из деревни Гжмионца появилась колонна танков. Их было около двадцати, они направлялись к переправе. И вдруг мы разглядели на их броне фашистские кресты. Наши артиллеристы быстро развернулись в боевой порядок. Подпустив вражеские танки метров на четыреста, они открыли огонь. С первых же выстрелов почти половина танков была подбита и загорелась, остальные, отстреливаясь, начали отходить к деревне. Но туда уже вошёл 117-й полк той же 39-й дивизии. Заметив танки противника, артиллеристы полка развернули орудия и открыли встречный огонь. В результате от вражеской колонны уцелело всего два танка. Пленные танкисты показали, что они из 25-й танковой дивизии, которая после трёхдневных боев потеряла связь с высшим штабом и решила пробиваться на северный берег Пилицы. Так как переправа у Нове-Място была в руках советских войск, фашисты решили пробиться другим путём, но попали в огневой мешок»— Чуйков В.И. "Конец третьего рейха". М.: Советская Россия, 1973 г.
За мужество и героизм проявленные в боях за освобождение г. Люблин, 117 гвардейский стрелковый полк 9 августа 1944 года был награждён орденом Красного Знамени.

19 февраля 1945 года за овладение городами Влоцлавек, Бжесць-Куявски и Коло полк был награждён орденом Богдана Хмельницкого III степени, а 5 апреля 1945 года, за освобождение г. Познань, получил почётное наименования «Познанский».

### Штурм Берлина
Первая фаза сражения за германскую столицу заключалась в форсировании рек и каналов практически по всему периметру обороны города.
Внутренний пояс немецкой обороны Берлина в полосе наступления 117-го гвардейского стрелкового полка проходил по каналу Тельтов (Teltowkanal). Форсирование канала было возложено на полк. Частью сил форсировал канал по плотным немецким шквальным огнём. Командир полка Е. Д. Гриценко в атаку солдат вёл лично и был убит. Посмертно удостоен звания Героя Советского Союза. Похоронен в Берлине в Тиргартене.

«Передовой 117-й гвардейский стрелковый полк дивизии под командованием полковника Ефима Дмитриевича Гриценко вступил в ожесточённую схватку с кадровыми подразделениями противника и батальоном фольксштурма, которые стремились всеми силами добиться какого-либо успеха. Они бросались в контратаки из засад, устроенных на пологих западных скатах Зееловских высот, открывали пулемётный огонь из тщательно замаскированных укрытий, которые уже прошли наши войска, бросали гранаты и фаустпатроны из домов и различных построек, стоящих возле дорог и переездов. Полковник Гриценко нашёл способ борьбы с такой тактикой врага. Он отказался от лобовых атак населённых пунктов и узлов обороны. Батальоны полка повзводно и поротно с миномётами и лёгкими орудиями через перелески, окольными путями пробирались в тыл и на фланги подразделений противника и навязывали невыгодный ему бои.
Моральное превосходство было на стороне советских воинов, и хотя соотношение сил на этом участке было не всегда в пользу полка Гриценко, гитлеровцы не выдерживали напора — сдавались в плен или панически отступали. Только за один день боя полк захватил около 100 пулемётов, 107 автомашин с различными военными грузами, взял в плен 315 солдат и офицеров»
— Чуйков В.И. "Конец третьего рейха". М.: Советская Россия, 1973 - С.193.
Наступая на северо-запад, в направлении зоопарка, 117-й гвардейский стрелковый полк уже 29 апреля вышла к Ландвер-каналу. Канал был неширокий и неглубокий, но преодолеть его было почти невозможно. Берега его были крутые и выложены камнем. От верхней кромки берега до воды — около 3-х метров гладкой и скользкой стенки. Весь канал и подступы к нему простреливались плотным пулемётным огнём и орудиями прямой наводки. Но для гвардейцев и это не явилось препятствием. Они нашли водосточные трубы, которые выводили в канал прямо на уровень воды. Этими трубами они подползли к каналу, преодолели его водную часть вплавь, а на противоположном берегу по таким же трубам выбрались на поверхность, оказавшись в тылу немцев, оборонявших непосредственно берег канала.
К вечеру 29 апреля 1945 года, ведя тяжёлые бои за каждый дом, дивизия вплотную подошла к забору Зоологического сада. Но овладеть им с ходу не удалось. В Зоологическом саду, как известно, располагался командный пункт командующего обороной Берлина, генерала Вейдлинга (Helmuth Weidling). Сад был обнесён железобетонным забором. Внутри сада заранее построены прочные железобетонные бункера, представлявшие собой трёхэтажные здания. Железобетонные стены имели толщину до 2,5-й метров и не пробивались снарядами. По всем этажам зданий были закрывающиеся стальными плитами амбразуры. На крышах располагались зенитные пушки 88 и 128 мм калибра, которые вели огонь прямой наводкой. Все прилегающие к зоопарку здания также были заранее подготовлены к обороне. Все улицы, выходящие к зоопарку, простреливались ружейно-пулемётным и артогнём. Почти весь личный состав был брошен на проделывание этих проходов и вытаскивание пушек-гаубиц на руках.
К рассвету орудия стояли нацеленными на бункера и укреплённые здания и тщательно замаскированы. По сигналу они открыли беглый огонь. Все бункера и здания мгновенно окутались дымом и пылью. Однако пробить стенки бункеров даже этими системами не удалось. Но своё дело они сделали. Немцы на некоторый период были оглушены и ошеломлены. Используя замешательство немцев, 117-й гвардейский стрелковый полк стремительно бросился к бункерам и другим объектам атак. Кроме обычного вооружения, солдаты тащили с собой во всевозможной посуде бензин; сапёры — взрывчатые вещества; химики — дымшашки. Подойдя вплотную, начали выжигание и выкуривание немцев. Генерал Вейдлинг с частью своего штаба вынужден был убежать на новый КП. Остальной гарнизон сдался. Уже после пленения генерала Вейдлинг показал, что потеря им этих бункеров лишила его связи и возможности управлять боевыми действиями берлинского гарнизона. В этом бою погиб ещё один командир 117-го гвардейского стрелкового полка. Вообще в боях за Берлин погибло три командира 117-го полка.
Решительным броском уже в первой половине дня 1 мая 1945 года 117-й гвардейский стрелковый полк в составе 39-й гвардейской стрелковой дивизии овладел южной частью парка Тиргартен, зоопарком и соединились с частями 3-й ударной армии, 2-й гвардейской танковой армии и с 1-й польской пехотной дивизией (1-я армия Войска Польского). 

Нелишне отметить и такой факт. Несмотря на сильный огонь и тяжёлые бои по овладению зоопарком, абсолютное большинство, а точнее, почти все звери и птицы зоопарка оказались живыми.
За мужество и героизм, проявленные в боях за взятие столицы фашистской Германии — г. Берлина, указом Президиума Верховного Совета СССР 117 гвардейский стрелковый полк был награждён третьим орденом — орденом Суворова III степени.
Первый день после войны стал для 117 гвардейского стрелкового полка 2 мая 1945 года.
Командиром 39 гв. сд во время Берлинской наступательной операции и штурма Берлина был гвардии полковник Марченко Ефим Трофимович. 

Этот раздел написан на основе его не опубликованных мемуаров.
| Май 1945 года: - управление полка: - штаб полка - партийно-политический аппарат - хозяйственная часть - 3 стрелковых батальона - 2 роты автоматчиков - батарея 45-мм пушек - батарея 76-мм пушек - батарея 120-мм миномётов - рота противотанковых ружей - рота связи - взвод пешей разведки - сапёрный взвод - зенитный взвод - взвод химической защиты - комендантский взвод - санитарная рота - ветеринарный лазарет - транспортная рота - взвод музыкантов - мастерские боепитания - мастерские обозно-вещевой службы В июне 1945 года штатная численность полка составляла 2725 человек, стрелкового батальона 555 человек, стрелковой роты 104 человека. | Август 1991 года: - управление полка - 3 мотострелковых батальона - танковый батальон - артиллерийский дивизион - зенитно-ракетный дивизион - противотанковый дивизион - разведывательная рота - инженерно-сапёрная рота - рота связи - рота материального обеспечения - ремонтная рота - медицинская рота - взвод РХБЗ - комендантский взвод - взвод управления начальника артиллерии - оркестр - клуб - отделение управления начальника ПВО |

## Награды и почётные наименования
| Награда (наименование)                 | Дата награждения     | Кем и за что награждён. Дата и номер указа (приказа) |
| -------------------------------------- | -------------------- | --- |
| Почётное звание «Гвардейский»          | 2 августа 1942 г.    | Приказом Ставки Верховного Главнокомандования от 2 августа 1942 года 5 парашютно-десантный корпус преобразован в 39 гвардейскую стрелковую дивизию, а входящая в его состав 10-я воздушно-десантная бригада преобразована в 117 гвардейский стрелковый полк. |
| Орден Красного Знамени                 | 9 августа 1944 г.    | За образцовое выполнение заданий командования в боях с немецкими захватчиками, за овладение городом Люблин и проявленные при этом доблесть и мужество. Указ Президиума Верховного Совета СССР от 9 августа 1944 года,(объявлен приказом Заместителя НКО СССР от 25 августа 1944 года № 0282).Орден Красного Знамени № 135157.                                              |
| Орден Богдана Хмельницкого III степени | 19 февраля 1945 года | За образцовое выполнение заданий командования в боях с немецкими захватчиками, за овладение городами Влоцлавек,Бжесць — Куявски, Коло (Польша) и проявленные при этом доблесть и мужество. Указ Президиума Верховного Совета СССР 19 февраля 1945 года (объявлен приказом Заместителя НКО СССР от 28 июня 1945 года № 0116) Орден Богдана Хмельницкого III степени № 5300. |
| Почетное наименование «Познанский»     | 5 апреля 1945 года   | присвоено в ознаменование одержанной победы и отличие в боях при овладении городом и крепостью Познань (Польша). Приказ Верховного Главнокомандующего от 5 апреля 1945 года, № 063. |
| Орден Суворова III степени             | 11 июня 1945 года    | За образцовое выполнение заданий командования в боях с немецкими захватчиками при овладении столицей Германии городом Берлин и проявленные при этом доблесть и мужество. Указ Президиума Верховного Совета СССР от 11 июня 1945 года(объявлен приказом Заместителя НКО СССР от 28 июня 1945 года № 0125 ).Орден Суворова III степени № 10959.                              |

## Отличившиеся воины полка
За время Великой Отечественной войны 8 воинов полка удостоены звания Героя Советского Союза, а 3-е стали кавалерами ордена Славы трёх степеней.

Произведено награждений орденами и медалями СССР (не менее):
- орден Ленина — 8
- орден Красного Знамени — 108
- орден Богдана Хмельницкого II степени — 1
- орден Суворова III степени — 3
- орден Кутузова III степени — 2
- орден Богдана Хмельницкого III степени — 12
- орден Александра Невского — 53
- орден Отечественной войны I степени — 101
- орден Отечественной войны II степени — 314
- орден Красной Звезды — 378
- орден Славы I степени — 3
- орден Славы II степени- 98
- орден Славы III степени — 482
- медаль " За отвагу " — 1141
- медаль " За боевые заслуги " — 505

Тысячи офицеров, сержантов и солдат награждены медалями «За оборону Сталинграда»,"За взятие Берлина", «За победу над Германией в Великой Отечественной войне 1941—1945 гг.»
Приказом Министра обороны СССР, в послевоенные годы в список личного состава 4 мотострелковой роты 2 мотострелкового батальона полка был навечно зачислен Герой Советского Союза гвардии рядовой Хименко А. М.. Его бюст был установлен на территории полка.
Герой Советского Союза Гореленков Алексей Иванович являлся почётным гражданином г. Майнинген (Мeiningen) (ГДР).

### Герои Советского Союза[14]
| № | Фото | Фамилия Имя Отчество годы жизни                        | Должность                                         | Звание  | Дата Указа            | Обстоятельства подвига                                                                          |
| - | ---- | ------------------------------------------------------ | ------------------------------------------------- | ------- | --------------------- | ----------------------------------------------------------------------------------------------- |
| 1 |      | Ардышев Павел Иванович (22.12.1923 — 18.5.2004)        | помощник командира взвода 5 стрелковой роты       | гвардии | 24.3.1945             | За мужество и героизм, проявленные при форсировании Вислы и овладением Магнушевским плацдармом. |
| 2 |      | Гореленков, Алексей Иванович (20.10.1920 — 18.5.2005)  | командир стрелкового батальона                    | гвардии | 15.5.1946             | За мужество и героизм, проявленные при форсировании реки Шпрее и штурме Берлина.                |
| 3 |      | Гриценко Ефим Дмитриевич (1.5.1908 — 26.4.1945)        | командир полка                                    | гвардии | 31.5.1945 (посмертно) | За мужество, отвагу и героизм, проявленные при штурме Берлина.                                  |
| 4 |      | Карнаушенко Михаил Павлович (12.12.1906 — 21.2.1975)   | командир 2 стрелкового батальона                  | гвардии | 24.3.1945             | За мужество, отвагу и героизм, проявленные при форсировании реки Вислы.                         |
| 5 |      | Кравченко Сергей Трофимович (26.10.1925 — 26.10.1956)  | автоматчик                                        | гвардии | 24.3.1945             | За мужество и героизм, проявленные при форсировании Вислы.                                      |
| 6 |      | Кухарев Григорий Никанорович (29.10.1918 — 25.11.1984) | заместитель командира полка по политической части | гвардии | 15.5.1946             | За мужество и героизм, проявленные при штурме Берлина.                                          |
| 7 |      | Остапченко Николай Васильевич (1923 — 5.9.1944)        | командир отделения взвода разведки                | гвардии | 24.3.1945             | За мужество и героизм, проявленные при форсировании Вислы.                                      |
| 8 |      | Хименко Андрей Максимович (7.12.1915 — 6.10.1944)      | стрелок                                           | гвардии | 24.3.1945             | За мужество и героизм, проявленные при форсировании Вислы и овладении Магнушевским плацдармом.  |

Материал проверен так же на основе данных сайтов: «Подвиг народа» и «Герои страны»
| - Бондарчук Михаил Кириллович, гвардии майор, партийный организатор полка. Награждён орденом Красного Знамени. (Приказ Военного совета 8 гв. А № 679/н от 31 мая 1945 г.) - Гимадеев Халяф Галимович, гвардии лейтенант, командир взвода гранатомётчиков. Награждён орденом Красного Знамени.(Приказ Военного совета 8 гв. А № 679/н от 31 мая 1945 г.) - Грачёв Геннадий Георгиевич, гвардии старший лейтенант, командир пулемётного взвода.Награждён орденом Красного Знамени. (Приказ Военного совета 8 гв.А № 752/н от 16 июня 1945 г.) - Донник Дмитрий Антонович, гвардии старшина, помощник командира стрелкового взвода. Награждён орденом Отечественной войны I степени. (Приказ Военного совета 8 гв. А № 802/н от 22 августа 1945 г.) - Дугин Алексей Иванович, гвардии старший лейтенант, командир стрелкового взвода. Награждён орденом Красного Знамени.(Приказ Военного Совета 8 гв.А № 752/н от 16 июня 1945 г.) - Евтушенко Иван Кондратьевич, гвардии старший сержант, командир пулемётного расчёта. Награждён орденом Красного Знамени.(Приказ Военного Совета 8 гв.А № 733/н от 14 июля 1945 г.) - Зеленкин Иван Иосифович, гвардии старшина, санитарный инструктор. Награждён орденом Красного Знамени. (Приказ Военного совета 8 гв.А № 787/н от 20 июля 1945 г.) - Иванов Лука Сергеевич, гвардии старший сержант, помощник командира пулемётного взвода. Награждён орденом Красного Знамени. (Приказ Военного совета 8 гв. А № 703/н от 7 июня 1945 г.) - Кадин Никита Никитович, гвардии рядовой, командир отделения противотанковых ружей. Награждён орденом Красного Знамени(Приказ Военного совета 8 гв. А № 325/н от 7 сентября 1944 г.) - Капорин Николай Григорьевич, гвардии старший лейтенант, помощник начальника штаба по оперативной работе. Награждён орденом Красного Знамени.(Приказ Военного совета 8 гв.А № 752/н от 16 июня 1945 г.) - Кочерян Вараздат Манукович, гвардии капитан, заместитель командира стрелкового батальона по строевой части. Награждён орденом Отечественной войны 1 степени. (Приказ Военного совета 8 гв.А № 752/н от 16 июня 1945 г.) | - Лебедев Александр Васильевич, гвардии старший лейтенант, адъютант старший стрелкового батальона. Награждён орденом Красного Знамени. (Приказ Военного совета 8 гв.А № 752/н от 16 июня 1945 г.) - Огурцов Василий Андреевич, гвардии старший лейтенант, командир батареи 45 мм пушек. Награждён орденом Красного Знамени. (Приказ Военного совета 8 гв.А № 767/н от 30 июня 1945 г.) - Переведенцев Виктор Тимофеевич, гвардии старшина, командир орудийного расчёта батареи 76 мм орудий. Награждён орденом Красного Знамени. (Приказ Военного совета 8 гв.А № 767/н от 30 июня 1945 г.) - Передерий Александр Павлович, гвардии старший лейтенант, командир огневого взвода батареи 45 мм пушек. Награждён орденом Красного Знамени. (Приказ Военного совета 8 гв.А № 767/н от 30 июня 1945 г.) - Письменчук Владимир Николаевич, гвардии рядовой, старший разведчик. Награждён орденом Красного Знамени.(Приказ Военного совета 8 гв. А № 679/н от 31 мая 1945 г.) - Прядко Иван Харитонович, гвардии старший лейтенант, командир огневого взвода батареи 45 мм пушек.Награждён орденом Красного Знамени.(Приказ Военного совета 8 гв.А № 767/н от 30 июня 1945 г.) - Ромазанов Шабай, гвардии лейтенант, командир взвода автоматчиков. Награждён орденом Красного Замени. (Приказ Военного совета 8 гв.А № 752/н от 16 июня 1945 г.) - Ситцев Александр Васильевич, гвардии капитан, командир стрелкового батальона. Награждён орденом Красного Знамени (Приказ Военного совета 8 гв. А № 667/н от 28 мая 1945 г.) - Соловьёв Николай Иванович, гвардии лейтенант, командир огневого взвода батареи 87 мм пушек. Награждён орденом Красного Замени. (Приказ Военного совета 8 гв. А № 696/н от 7 июня 1945 г.) - Старцев Александр Фёдорович, гвардии старший лейтенант, комсомольский организатор полка. Награждён орденом Красного Знамени. (Приказ Военного совета 8 гв. А № 679/н от 31 мая 1945 г.) |

### Полные кавалеры Ордена Славы[17]
| № | Фото | Фамилия Имя Отчество годы жизни                 | Должность, подразделение     | Звание  | Даты Приказов и Указов         | Обстоятельства подвигов |
| - | ---- | ----------------------------------------------- | ---------------------------- | ------- | ------------------------------ | --- |
| 1 |      | Воин Пётр Фёдорович (18.1.1924 — 26.5.1987)     | помощник командира взвода    | гвардии | 20.5.1944 03.10.1944 24.3.1945 | - 10 мая 1944 года при отражении контратак в районе г. Одесса (Украина) с расчётом истребил свыше 10 солдат, подавил две огневые точки. - 1 августа 1944 года переправился с подчинёнными через р. Висла юго-западнее г. Магнушев (Польша). При расширении плацдарма миномётчики уничтожили до 20 гитлеровцев и несколько огневых точек. - в боях на подступах к г. Познань (Польша) 26 января 1945 года после ранения командира принял на себя командование взводом, который поразил около 30 вражеских солдат и офицеров, подавил 3 дота. Пётр Фёдорович был ранен, но остался в строю. |
| 2 |      | Олейник Иван Фёдорович (26.12.1909 — 17.5.1993) | старшина миномётной роты     | гвардии | 14.8.1944 17.2.1945 15.5.1946  | - в начале августа 1944 года в числе первых форсировал р. Висла в районе Пшевуз-Тарновски (Польша). В боях за расширение плацдарма ликвидировал 3 огневые точки и более отделения вражеских солдат. - в январе 1945 года, при прорыве глубоко эшелонированной обороны противника на Магнушевском плацдарме (Польша) уничтожил 3 огневые точки и до взвода вражеской пехоты. В боях за г. Познань обеспечил бесперебойное снабжение подразделения боеприпасами, вёл огонь из миномёта. - с 16 апреля 1945 года при прорыве обороны противника на левом берегу р. Одер и в боях за Берлин под непрерывным вражеским пулемётно-артиллерийским огнём умело руководил доставкой боеприпасов подразделению, огнём из миномёта нанёс значительный урон противнику. Отразил с бойцами роты наступление группы вражеской пехоты, ликвидировав 7 и захватив в плен 9 солдат.                                                                                  |
| 3 |      | Репин Иван Иванович (1909 — 06.6.1953)          | командир пулемётного расчёта | гвардии | 14.8.1944 12.3.1945 15.5.1945  | - 1 августа 1944 года в числе первых в полку переправился через р. Висла (Польша). В боях по расширению плацдарма был ранен, но продолжал руководить 2 расчётами станковых пулемётов, огнём которых были подавлены 4 огевые точки и уничтожено до 20 гитлеровцев. - в боях на подступах к г. Познань (Польша) и в самом городе 26 января —3 февраля 1945 года огнём из станкового пулемёта поразил 2 повозки с боеприпасами и 7 гитлеровцев. Во время отражения контратаки противника выдвинулся со своим пулемётом на открытую позицию и, поддержав роту огнём, помог ей перейти в наступление. - в боях за населённый пункт Долгелин (Германия) пулемётным огнём вывел из строя орудийный расчёт противника. В период уличных боев в Берлине метким огнём отражал контратаки противника, уничтожив при этом более 20 солдат и офицеров, а 9 захватил в плен. Во время форсирования водного канала Тельтов истребил расчёты двух пулемётных точек. |

См. Список полных кавалеров ордена Славы

Материал проверен на основе данных сайтов «Подвиг народа», «Герои страны».
| Орден Богдана Хмельницкого II степени: - Гриценко Ефим Дмитриевич, гвардии подполковник, командир полка. Указ Президиума Верховного Совета СССР от 24 марта 1945 года Орден Суворова III степени: - Гореленков Алексей Иванович, гвардии майор, командир стрелкового батальона. Приказ Военного совета 1 Белорусского фронта № 483/н от 5 марта 1945 г. - Ситцев Александр Васильевич, гвардии капитан, командир стрелкового батальона. Приказ Военного совета 1 Белорусского фронта № 483/н от 5 марта 1945 г. - Собковский Дмитрий Фёдорович, гвардии капитан, командир стрелкового батальона. Приказ Военного совета 1 Белорусского фронта № 483/н от 5 марта 1945 г. Орден Кутузова III степени: - Дудченко Яков Степанович, гвардии старший лейтенант, командир роты. Приказ Военного совета 1 Белорусского фронта № 506/н от 25 марта 1945 г. - Карамышев Фёдор Семёнович, гвардии подполковник, начальник штаба полка. Приказ Военного совета 1 Белорусского фронта № 483/н от 5 марта 1945 г. Орден Богдана Хмельницкого III степени: - Апатов Сергей Владимирович, гвардии капитан, командир стрелкового батальона. Приказ Военного совета 3 Украинского фронта № 1/н от 6 января 1944 г. - Булынин Гавриил Гвриилович, гвардии старший лейтенант, командир взвода. Приказ Военного совета 1 Белорусского фронта № 483/н от 5 марта 1945 г. - Велиев Махмуд Велиевич, гвардии лейтенант, командир взвода. Приказ Военного совета 1 Белорусского фронта № 371/н от 23.11.1944 г. - Грачёв Геннадий Георгиевич, гвардии старший лейтенант, командир взвода . Приказ Военного совета 1 Белорусского фронта № 526/н от 8 апреля 1945 г. - Гутиев Эльбрус Иналикович, гвардии старший лейтенант. Заместитель командира стрелкового батальона. Приказ Военного совета 1 Белорусского фронта № 242/н от 12 сентября 1944 г. - Калабухов Александр Михайлович, гвардии старший лейтенант, командир пулемётного взвода. Приказ Военного совета 1 Белорусского фронта № 680/н от 30 июня 1945 г. - Котов Иван Никифорович, гвардии лейтенант, командир миномётного взвода. Приказ Военного совета 1 Белорусского фронта № 371/н от 23.11.1944 г. - Малинин Евгений Константинович, гвардии старший лейтенант, командир миномётного взвода . Приказ Военного совета 1 Белорусского фронта № 680/н от 30 июня 1945 г. - Рыженко Иван Михайлович, гвардии лейтенант, командир взвода. Приказ Военного совета 1 Белорусского фронта № 459/н от 21 февраля 1945 г. - Суворов Аркадий Александрович, гвардии старший лейтенант, командир миномётного взвода.Приказ Военного совета 1 Белорусского фронта № 483/н от 5 марта 1945 г. - Ураев Михаил Алексеевич, гвардии красноармеец, партийный организатор. Приказ Военного совета 3 Украинского фронта № 55/н от 27 мая 1944 г. - Якименко Василий Иванович, гвардии лейтенант, командир взвода. Приказ Военного совета 1 Белорусского фронта № 483/н от 5 марта 1945 г. Орден Александра Невского: - Алимгафаров Махмут Хазиахметович, гвардии старший лейтенант, адъютант старший стрелкового батальона . Приказ ВС 8 гв. А № 314/н от 3 сентября 1944 г. - Алимпиев Николай Семёнович, гвардии младший лейтенант, командир пулемётного взвода. Приказ ВС 8 гв. А № 722/н от 11 июля 1945 г. - Атмачьян Хачик Абрамович, гвардии старший лейтенант, командир стрелковой роты. Приказ ВС 8 гв. А № 644 от 18 мая 1945 г - Баранов Алексей Николаевич, гвардии младший лейтенант, командир миномётного взвода. Приказ ВС 8 гв. А № 357/н от 26 сентября 1944 г. - Бацкин Николай Иванович, гвардии капитан, командир стрелкового батальона. Приказ ВС 8 гв.А № 679/н от 31 мая 1945 г. - Берендяев Пётр Васильевич, гвардии старший лейтенант, командир стрелкового взвода. Приказ ВС 8 гв. А № 722/н от 11 июля 1945 г. - Богомягких Аркадий Александрович, гвардии старший лейтенант, командир стрелковой роты. Приказ ВС 8 гв. А № 357/н от 26 сентября 1944 г. - Бондарев Иван Максимович, гвардии старший лейтенант, командир взвода пешей разведки. Приказ ВС 8 гв. А № 548/н от 26 марта 1945 г. - Борисов Валентин Иванович, гвардии старший лейтенант, командир взвода управления батареи 120-мм миномётов. Приказ ВС 8 гв.А № 104/н от 22 июня 1945 г. - Булынин Гавриил Гавриилович, гвардии младший лейтенант, командир миномётного взвода. Приказ ВС 8 гв. А № 411/н от 12 ноября 1944 г. - Велиев Махмуд, гвардии лейтенант, командир стрелкового взвода. Приказ ВС 8 гв. А № 529/н от 17 марта 1945 г. - Виноградов Александр Александрович, гвардии старший лейтенант, командир взвода автоматчиков. Приказ ВС 8 гв. А № 703/н от 7 июня 1945 г. - Гаврилов Андрей Дмитриевич, гвардии младший лейтенант, командир стрелкового взвода. Приказ ВС 8 гв. А № 357/н от 26 сентября 1944 г. - Горбенко Григорий Иванович, гвардии старший лейтенант, командир пулемётной роты. Приказ ВС 8 гв.А № 555/н от 31 марта 1945 г. - Гореленков, Алексей Иванович, гвардии майор, командир батальона. Приказ ВС 8 гвардейской армии № 410/н от 12 ноября 1944 г. - Горелов Владимир Максимович, гвардии младший лейтенант, командир взвода автоматчиков. Приказ ВС 8 гв. А № 314/н от 3 сентября 1944 г. | - Грицак Виктор Зосимович, гвардии старший лейтенант, командир роты автоматчиков. Приказ ВС 8 гвардейской армии № 170/н от 2 ноября 1943 г. - Гриценко Ефим Дмитриевич, гвардии майор, заместитель командира полка. Приказ ВС 8 гвардейской армии № 170/н от 2 ноября 1943 г. - Допенко Борис Николаевич, гвардии младший лейтенант, командир стрелкового взвода. Приказ ВС 8 гв. А № 410/н от 12 ноября 1944 г. - Дугин Алексей Иванович, гвардии лейтенант, командир взвода автоматчиков. Приказ ВС 8 гв.А № 474/н от 11 февраля 1945г. - Дудченко Яков Степанович, гвардии лейтенант, командир пулемётного взвода. Приказ ВС 8 гв. А № 410/н от 12 ноября 1944 г. - Евдокимов Виктор Григорьевич, гвардии лейтенант, командир стрелковой роты. Приказ ВС 8 гв. А № 357/н от 26 сентября 1944 г. - Ефимушкин Алексей Фёдорович, гвардии младший лейтенант, командир стрелкового взвода. Приказ ВС 8 гв. А № 357/н от 26 сентября 1944 г. - Заморин Афанасий Никитович, гвардии капитан, командир стрелкового батальона. Приказ ВС 8 гв.А № 494/н от 25 февраля 1945 г. - Ильин Георгий Константинович, гвардии младший лейтенант, командир взвода автоматчиков . Приказ ВС 8 гв. А № 722/н от 11 июля 1945 г. - Калабухов Александр Михайлович, гвардии старший лейтенант, командир пулемётного взвода. Приказ ВС 8 гв. А № 529/н от 17 марта 1945 г. - Каримов Халит Каримович, гвардии лейтенант, командир миномётного взвода. Приказ ВС 8 гв.А № 494/н от 25 февраля 1945 г. - Карнаушенко Михаил Павлович, гвардии капитан, командир 3 стрелкового батальона. Приказ Военного Совета 8-й гвардейской армии № 370/н от 6 октября 1944 г. - Карпенко Николай Петрович, гвардии лейтенант, командир стрелковой роты. Приказ ВС 8 гв. А № 439/н от 2 декабря 1944 г. - Кириченко Степан Александрович, гвардии старший лейтенант, командир пулемётной роты. Приказ ВС 8 гв.А № 480/н от 17 февраля 1945 г. - Копанов Иван Лукьянович, гвардии младший лейтенант, командир стрелкового взвода. Приказ ВС 8 гв. А № 357/н от 26 сентября 1944 г. - Кудряшов Александр Артемьевич, гвардии лейтенант, командир пулемётной роты. Приказ ВС 8 гв. А № 357/н от 26 сентября 1944 г. - Кухаренко Евгений Георгиевич, гвардии майор, заместитель командира полка по строевой части. Приказ ВС 8 гв.А № 220/н от 6 мая 1944 г. - Лабазин Николай Иванович, гвардии лейтенант, командир взвода противотанковых ружей. Приказ ВС 8 гв. А № 529/н от 17 марта 1945 г. - Лебедев Александр Васильевич, гвардии старший лейтенант, командир пулемётного взвода. Приказ ВС 8 гв.А № 485 от 17 февраля 1945 г. - Макеев Сергей Степанович, гвардии лейтенант, командир пулемётного взвода. Приказ ВС 8 гв.А № 474/н от 11 февраля 1945 г. - Мамочкин Пётр Егорович, гвардии старший лейтенант, заместитель командира стрелкового батальона по строевой части. Приказ ВС 8 гв.А № 277/н от 14.08.1944 г. - Марченко Иван Миронович, гвардии капитан, заместитель командира стрелкового батальона по строевой части. Приказ ВС 8 гв.А № 603/н от 5 мая 1945 г. - Мельников Иван Иванович, гвардии старший лейтенант, командир взвода противотанковых ружей. Приказ ВС 8 гв.А № 485 от 17 февраля 1945 г. - Морозов Александр Васильевич, гвардии старший лейтенант, заместитель командира стрелкового батальона по строевой части. Приказ ВС 8 гв. А № 357/н от 26 сентября 1944 г. - Павлюк Владимир Евдокимович, гвардии лейтенант, адъютант старший батальона. Приказ ВС 8 гв.А № 220 от 6.05.1944 г. - Пирожников Илья Данилович, гвардии младший лейтенант, командир огневого взвода батареи 20-мм миномётов. Приказ ВС 8 гв.А № 104/н от 22 июня 1945 г. - Прохоров Василий Давидович, гвардии лейтенант, командир стрелковой роты. Приказ ВС 8 гв.А № 722/н от 11 июля 1945 г. - Скрупский Станислав Адамович, гвардии младший лейтенант, командир миномётного взвода. Приказ ВС 8 гв. А № 357/н от 26 сентября 1944 г. - Сорокин Александр Кузьмич, гвардии младший лейтенант, командир миномётного взвода. Приказ ВС 8 гв. А № 357/н от 26 сентября 1944 г. - Терской Александр Николаевич, гвардии старший лейтенант, командир стрелковой роты. Приказ ВС 8 гв.А № 474/н от 11 февраля 1945 г. - Ульяненков Константин Давыдович, гвардии старший лейтенант, командир стрелкового батальона. Приказ ВС 8 гв. А № 214/н от 28 апреля 1944 г. - Фёдоров Фрол Антонович, гвардии лейтенант, командир стрелковой роты. Приказ ВС 8 гв. А № 357/н от 26 сентября 1944 г. - Ханыкин Михаил Фёдорович, гвардии старший лейтенант, командир стрелкового взвода. Приказ ВС 8 гв. А № 529/н от 17 марта 1945 г. - Хомут Марк Филиппович, гвардии старший лейтенант, командир стрелковой роты. Приказ ВС 8 гв.А № 480/н от 17 февраля 1945 г. - Чусов Георгий Яковлевич, гвардии старший лейтенант, командир взвода автоматчиков. Приказ ВС 8 гв.А № 485 от 17 февраля 1945 г. - Якименко Григорий Григорьевич, гвардии старший лейтенант, командир пулемётной роты. Приказ ВС 8 гв. А № 410/н от 12 ноября 1944 г. - Ямщиков Сергей Васильевич, гвардии старший лейтенант, командир стрелкового взвода. Приказ ВС 8 гв.А № 624/н от 15.05.1945 г. |

Список составлен на основании данных сайта: Электронный банк документов «Подвиг народа в Великой Отечественной войне 1941—1945 гг».

## Командование полка

### Во время Великой Отечественной войны
Командиры полка:
- Чабаев (Чебаев?) Яков Фёдорович, гвардии подполковник, (2 августа 1942 года — 17 августа 1942 года) (17 августа 1942 года погиб в бою);[18]
- Андреев И. Д., гвардии майор (погиб 15 октября 1942 в Сталинграде)[19];
- Мазный Юрий Макарович (? — октябрь 1942 — ?) гвардии майор[20];
- Назимов, гвардии майор (погиб 29 октября 1942 в Сталинграде);
- Усков Алексей Андреевич, гвардии майор;(с 4 ноября 1942 года по май 1943 года)
- Горохов Николай Иванович, гвардии подполковник (июня 1943 года- август 1943 года)(погиб 24 августа 1943 года);
- Макеев, гвардии майор (28 августа 1943 года — ?)
- Радченко Борис Данилович, гвардии майор (с августа? 1943 года по ноябрь 1943 года);
- Гриценко Ефим Дмитриевич (ноябрь 1943 года — апрель 1945 года) гвардии подполковник (с марта 1945 года), Герой Советского Союза;[21] (погиб 25 апреля 1945 г. в Берлине, похоронен в Трептов парке);
- Феоктистов Никита Ефимович, гвардии полковник, (апрель 1945 года- май 1945 года).(Ранен 1 мая 1945 г.(Берлин), умер от ран 3 мая 1945 г.)[22]
- Русаков Николай Дмитриевич, гвардии подполковник (3 мая — декабрь 1945 года).

Комиссары/ заместители по политической части:
- Севастьянов, (август 1942 года — ?)[18]
- Широков Сергей Иванович, гвардии майор, (21 ноября 1942 — январь 1943 года- ?)
- Ольховкин Александр Филиппович, гвардии майор, (август 1943 года- ?)
- Проколов Василий Степанович, гвардии подполковник, (?- ноябрь 1945 года)

Начальники штаба:
- Киселёв, гвардии подполковник, (август 1942 года — ?)[18]
- Суслов Николай Иванович, гвардии майор (с 5 ноября 1942 года — май 1943 года)
- Гордиенко Иван Сергеевич, гвардии капитан, (апрель 1945 года — ?)
- Карамышев Фёдор Семёнович, гвардии подполковник (август — сентябрь 1945 года).

Начальники артиллерии:
- Козлов Александр Тихонович, гвардии капитан (с 1 октября 1942 года — февраль 1944 года.- ?)
- Рогуля Тимофей Иванович, гвардии капитан (? — август 1945 года)

Начальники связи :
- Шеховцов Николай Алексеевич, гвардии майор, (август 1942 года — июнь 1945 года).[18]

### В послевоенное время
- Чазов, гвардии подполковник ( март 1946).
- Черепанов, гвардии подполковник (1946—1948);
- Добровольский, гвардии подполковник (1948—19??);
- Чернышенко, Ульян Маркович полковник (1955—1958)
- Кацан Андрей Дмитриевич, гвардии полковник (1961—1962);
- Балдин Нестор Гаврилович, гвардии полковник (1963—1968);
- Гусев, (??);
- Лукашенко А.,гвардии подполковник (??);
- Некрошус Степанас Степано, гвардии подполковник (1971—1973);
- Писаренков Леонид Иванович, гвардии подполковник (1973—1976);
- Иванов, гвардии подполковник (1976 — 1978);
- Фортуна Павел Иванович, гвардии подполковник (1978 — 1983);
- Тасоев Ярик Яковлевич, гвардии подполковник (1983 — 1985) † скончался 11.02.2013;
- Миколюк Дмитрий Устинович, гвардии подполковник (1985 — 1987);
- Ставцев Валерий Иванович, гвардии подполковник (1987 — 1989);
- Миронченко Валерий Николаевич, гвардии полковник (1988 — 1990);
- Довгополов Сергей Вениаминович, гвардии подполковник (1990 — 1991). (Последний командир полка).

## Полк в послевоенное время

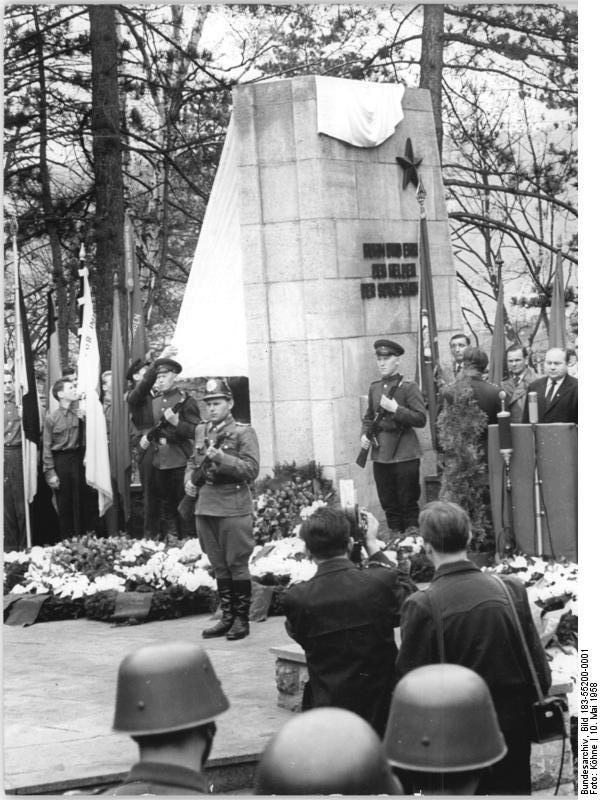
Солдаты полка и ННА ГДР в почётном карауле на возложении венков к памятнику павшим советским солдатам. Майнинген, 10 мая 1958 года.

После Великой Отечественной войны полк также в составе 39 гвардейской стрелковой дивизии. (Первый стратегический эшелон), дислоцированной в Германии, Западная группа войск (ГСОВГ, ГСВГ) ( ГДР —  Германия), на территории земли Тюрингия.
В сентябре 1945 года полк дислоцировался в г. Шлайц (нем. Schleiz) затем в г.Райхенбах (Тюрингия) (нем. Reichenbach), в октябре 1945 года в г. Цойленрода (нем. Zeulenroda-Triebes). С 1949 года по 28 августа 1991 года полк дислоцировался в городе Майнинген(нем.
Meiningen), на передних рубежах защиты СССР и стран социалистического лагеря.
Полк дислоцировался в казармах, которые находились на улице Утендорфер штрассе и были построены в 1936 году как Артиллерийские казармы или «Барбара казармы» (Barbarakaserne), названные так в честь покровительницы артиллеристов святой Барбары(сейчас казармы снесены). Первоначально в казармах располагался 74 артиллерийский полк 2 танковой дивизии Вермахта. В 1938 году, после передислокации дивизии в Австрию в казармах был размещён 1-й дивизион 103 артиллерийского полка 4-й танковой дивизии. С 1939 по 1945 год в казармах находился военный госпиталь.
В 1957 году полк переформирован из стрелкового в мотострелковый.

Основные глобальные реформирования (сокращение Советских войск в Германии 1955—1956 гг, реорганизация войск и изменения названий частей в 1960-е годы, сокращение Советских войск в Германии в 1970-е годы) не касались 117 гвардейского мотострелкового полка.
В 1971 году за успехи в боевой и политической подготовке и высокую воинскую дисциплину полку было вручено переходящее знамя Военного совета ГСВГ.
В 1984 году, в канун 35-летия образования ГДР, 117 гвардейский мотострелковый полк был награждён Почётным Знаком в золоте Центрального Правления общества Германо-Советской дружбы. Награду принимал командир полка гвардии подполковник Тасоев Я. Я.
В 1989 году полк был переведён на новую организационно-штатную структуру («Дивизия — 90»).

## История перевооружения полка
- 1970 год. На вооружение стали поступать БТР-60ПБ вместо БТР-152.
- 1971 год. В танковый батальон на вооружение поступили танки Т-62
- 1976 год. На вооружении находились автоматы АКМ,получены опытные образцы автомата АК-74
- 1977 год. На вооружении отдельного миномётного взвода состояли 82-мм миномёты (образца 1939 г.)
- 1984 год:
  - В артиллерийский дивизион на вооружение поступили САУ 2С1 (Гвоздика), до этого времени в дивизионе были на вооружении гаубицы Д-30 на тяге ЗИЛ-131.
  - В роту связи поступили на вооружение 2 командно-штабные машины БМП-1КШ.
- 1985 год:
  - В мотострелковые батальона на вооружение стали поступать БМП-1 и БМП-2, вместо БТР- 60ПБ
  - В танковый батальон на вооружение поступили танки Т-80
- 1989 год:
  - В миномётные батареи батальонов поступили на вооружение 120-мм миномёты 2С12 (Сани), вместо миномётов 2Б9 (Василёк).
  - В зенитный дивизион поступили 6 комплексов 2С6 (Тунгуска). До этого были комплексы ЗСУ-23-4 (Шилка)
  - В сформированном противотанковом дивизионе на вооружении находились 6 комплексов 9П148 (Конкурс) и 6 пушек МТ12 (Рапира).

## Вооружение полка на 1991 год
- 31 Т-80;
- 149 БМП (56 БМП-2, 87 БМП-1, 6 БРМ-1К);
- 18 — 2С1 «Гвоздика»,
- 18 — 2С12 «Сани»;
- 9 БМП-1КШ,
- 3 ПРП-3,4;
- 3 РХМ;
- 3 ПУ-12;
- 1 МТ-55А;
- 7 МТ-ЛБТ
- 6 - 2-С6 "Тунгуска"
- 6 - С-10 М " Стрела 10"
- 1 - ППРУ " Овод "
- 24 - ПЗРК " Игла 1" ( 6 БМП-2)

Составлено по Справочнику ЗГВ Ленского-Цыбина.

### Факт
В полку был свой  телецентр.

## Вывод и расформирование
После объединения Германии в 1990-м году, с подписанием 12 сентября 1990 г. министрами иностранных дел ФРГ, ГДР, СССР, США, Франции и Великобритании «Договора об окончательном урегулировании в отношении Германии», пребывание советских войск на территории объединённой Германии — ФРГ стало определяться как временное, а планомерный вывод должен быть осуществлён по 1994 год включительно.
28 августа 1991 года 117 гвардейский мотострелковый полк был выведен с территории Германии на территорию Украины, в город Белая церковь и расформирован при 72 гвардейской мотострелковой дивизии (войсковая часть 07224) 1 гвардейской общевойсковой армии Киевского военного округа. Последнюю колонну с личным составом, уходившую из Майнингена, возглавлял начальник штаба — заместитель командира полка гвардии подполковник Бусыгин Сергей Фёдорович.
Вывод происходил под руководством последнего командира полка гвардии подполковника Довгополова Сергея Вениаминовича.

### В составе Вооружённых Сил Украины.
Боевое знамя полка в ноябре 1991 года было передано в 96 мотострелковый полк 93 гвардейской мотострелковой дивизии Киевского военного округа (пгт Гвардейский Новомосковский район Днепропетровской области), который после этого был переименован в 529 гвардейский мотострелковый Познанский Краснознамённый орденов Сурова и Богдана Хмельницкого полк .

В 2003 году полк был расформирован. Знамя и награды были переданы на хранение в Музей истории Украины во Второй мировой войне.
В настоящее время Боевое знамя,ордена, орденские книжки, грамоты Президиума Верховного Совета СССР 117 гвардейского мотострелкового полка находятся в Национальном музее истории Украины во Второй мировой войне. (г. Киев, Украина).Ещё два Красных Знамени полка находятся на хранении в Москве, в Центральном музее Вооружённых Сил Российской Федерации.

## Известные люди, служившие в полку
- Демченко Михаил — член союза писателей России, автор 4-х поэтических сборников. Снялся в роли Терентия в худ. фильме «Песнь южных морей». Начальник штаба Союза казаков Семиречья Киргизии, казачий полковник СКР[26]. Проходил срочную службу (сержант, командир отделения 2-й мср 1-го мсб) с 1969 по 1971 г.
- Ищенко Андрей Владимирович — доктор юридических наук, профессор, заслуженный юрист Украины, профессор кафедры криминалистики и судебной медицины Национальной академии внутренних дел Украины, заслуженный юрист Украины, гранатомётчик (1969—1971).
- Колесников Владимир Алексеевич — полковник, Герой Советского Союза, почётный гражданин города Ломоносова Ленинградской области. В 1966—1968 годах командир танкового батальона.
- Котенко Геннадий Емельянович — генерал-лейтенант запаса, кандидат военных наук, бывший первый заместитель начальника Главного штаба Сухопутных войск Вооружённых Сил Российской Федерации. Командир 4 мотострелковой роты. В полку с 1971 по 1975 год.[27]
- Миронченко Валерий Николаевич, генерал-майор, начальник Казанского высшего военного командного училища, начальник Казанского гарнизона (1995—2014), с 2014 года — начальник Казанского суворовского военного училища. Член Государственного Совета Республики Татарстан. Командир 117-го гв. мсп (гвардии полковник) с 1988 по 1990 год[28].
- Перминов, Юрий Юрьевич — генерал-майор (март 2003 года), командир 201 мотострелковой Гатчинской дважды Краснознамённой дивизии Вооружённых Сил Российской Федерации в Таджикистане (сентябрь 2001 — август 2004), командир танкового взвода 1 танковой роты танкового батальона полка (1982-??).
- Ситцев Александр Васильевич — председатель Совета ветеранов 39 гв. сд, Почётный гражданин города Можайска, Почётный гражданин Краснооктябрьского района г. Волгограда, полковник в отставке. С 1942 по 1945 год — командир взвода разведки, командир роты, начальник химической службы полка, командир стрелкового батальона.[29].
- Халиков Амир Касымбекович — генерал-лейтенант, первый заместитель начальника Генерального штаба ВС Республики Казахстан. С 1984 по 1989 год — командир 1 танкового взвода 1 танковой роты танкового батальона полка.
- Шутько Владимир Николаевич — генерал-лейтенант, заместитель начальника объединённого штаба Организации Договора о коллективной безопасности (2004—2010). Командир мотострелкового взвода 4 мотострелковой роты (1977—1979), командир 4 мотострелковой роты (1979—1982).

## Память
Мемориальная плита на месте боев полка в августе 1944 года на Шерпенском плацдарме (Республика Молдова).

## Видео
- Сюжет о подвиге полка в апреле 1945 г., Исторический цикл «Время Победы», 1 канал. Архивная копия от 4 марта 2016 на Wayback Machine
- Прощание со знаменем полка 9 мая 1991 г., Часть 1. (недоступная ссылка)
- Прощание со знаменем полка 9 мая 1991 г., Часть 2. (недоступная ссылка)
- Прощание со знаменем полка 9 мая 1991 г., Часть 3. (недоступная ссылка)
- Видео Гарнизон г. Майнинген после вывода войск Архивная копия от 19 февраля 2019 на Wayback Machine
- Видео 117 ГМСП